# Winnie l'ourson et l'Arbre à miel
Pour plus de détails, voir Fiche technique et Distribution.
Winnie l'ourson et l'Arbre à miel ou Winnie l'ourson ! (Winnie the Pooh and the Honey Tree) est un moyen-métrage d'animation des studios Disney sorti en 1966.
Basé sur les personnages d'Alan Alexander Milne créés en 1926, c'est le premier film consacré à Winnie l'ourson. Il sera repris en 1977 avec deux autres courts métrages, Winnie l'ourson dans le vent (1968) et Winnie l'ourson et le Tigre fou (1974), pour constituer le long-métrage Les Aventures de Winnie l'ourson.
Il a été scindé en plusieurs épisodes en 2011 dans le cadre des Mini-aventures de Winnie l'ourson (The Mini Adventures of Winnie the Pooh)

## Synopsis
Winnie l'ourson souhaite faire ses exercices matinaux mais il déchire l'arrière de son pantalon. Une fois l'habit recousu, il passe au petit-déjeuner mais tous ses pots de miels sont vides. Il entend le bourdonnement d'une abeille et décide de grimper à l'arbre  pour récolter du miel frais dans le trou hébergeant la ruche. Une fois sur à l'arbre à miel, la branche se casse et l'ourson se retrouve par terre dans un buisson. 
Il part demander de l'aide à Jean-Christophe qui l'accompagne et lui offre un ballon magique bleu. Winnie se jette alors dans une mare boueuse pour se déguiser en petit nuage noir et utilise le ballon pour voler jusqu'à la ruche. Il parvient à se hisser près de la ruche, entrer la tête dans le trou de l'arbre et prendre une pleine main de miel mais avec des abeilles dedans. Il avale le miel et recrache les abeilles une à une. L'une d'elles est la reine qui se retrouve expulsée dans la boue. De colère l'insecte pique les fesses de Winnie qui se retrouve coincé à l'entrée du trou. L'ourson dit à Jean-Christophe qu'il a peur et que ce ne sont pas les bonnes abeilles. Les insectes repoussent les deux intrus qui se jettent dans la mare pour leur échapper.
Toujours tenaillé par son envie de miel, Winnie part en demander à Coco Lapin qui l'invite à manger malgré l'appétit de l'ourson. Winnie commence par une lampée de miel mais cela ne comble pas son estomac, petit à petit il vide toute la réserve de Coco Lapin. Winnie remercie son ami mais comme il est devenu obèse, il n'arrive pas à passer la porte. Coco Lapin essaye de le pousser mais ne fait que coincer l'ourson un peu plus. Il court demander de l'aide à Jean-Christophe. Pendant ce temps, Maître Hibou survole le terrier, voit Winnie en mauvaise posture et déclare qu'un expert est nécessaire dans cette situation. L'expert nommé est Grignotin. Il propose d'utiliser de la dynamite mais Winnie refuse.
Coco Lapin revient avec Jean-Christophe et Bourriquet. Ils n'arrivent pas à tirer Winnie depuis l'extérieur. Jean-Christophe propose d'attendre que Winnie maigrisse. Coco Lapin est forcé de faire contre mauvaise fortune bon cœur. Il décide de camoufler l'énorme fessier de Winnie qui bloque sa porte. D'abord il le déguise en tête de cerf puis place dessus une étagère. À cause des fleurs offertes par Petit Gourou à Winnie, ce dernier éternue et fait tomber les objets posés sur ces fesses. Coco Lapin décide alors de se servir de Winnie comme d'un fauteuil bien rembourré, les jambes de l'ourson servant d'accoudoir.
Une nuit Winnie est endormi et Grignotin sort de terre pour faire une pause dans ses travaux. Il sort sa boite à déjeuner qui contient un pot de miel. Réveillé, Coco Lapin se précipite pour interdire à Grignotin de nourrir l'ourson. Quelques jours plus tard, le corps de Winnie a sensiblement maigri. Pensant pouvoir extraire l'ourson de sa porte, Coco Lapin appelle ses amis à l'aide pour tirer Winnie de l'extérieur tandis qu'il pousse de l'intérieur. Énervé par tous ces ennuis et le temps perdu, Coco Lapin frappe l'arrière-train de l'ourson qui éjecté bouscule l'ensemble des amis situés dehors. Winnie atterrit la tête la première dans l'arbre à miel et se fait à nouveau piquer par les abeilles. Jean-Christophe et les animaux de la forêt des rêves bleus arrivent pour le sortir de là mais l'ourson déclare qu'ils peuvent prendre leur temps car il a une bonne réserve de miel à disposition.

## Fiche technique
- Titre original : Winnie the Pooh and the Honey Tree
- Titre français : Winnie l'ourson et l'Arbre à miel ; Winnie l'ourson !
- Réalisation : Wolfgang Reitherman
- Scénario : Xavier Atencio, Larry Clemmons, Ken Anderson, Vance Gerry, Dick Lucas et Ralph Wright d'après les romans d'A. A. Milne illustrés par Ernest H. Shepard
- Conception graphique :
  - Cadrage (Layout) : Don Griffith, Basil Davidovich, Sylvia Cobb et Dale Barnhart
  - Décors : Al Dempster, Bill Layne et Art Riley
- Animation : Hal King, Eric Cleworth, John Lounsbery, John Sibley, Eric Larson, Walt Stanchfield, Hal Ambro, Fred Hellmich, Bill Keil, John Ewing et Dan McManus
- Musique :
  - Chansons : Richard M. Sherman et Robert B. Sherman
  - Arrangements et direction : Buddy Baker
- Production : Wolfgang Reitherman
- Société de production : Walt Disney Pictures
- Société de distribution : Buena Vista Pictures Distribution
- Format : Couleurs (Technicolor) – 35 mm – 1,37:1 – Mono (RCA Sound System)
- Durée : 25 minutes
- Dates de sortie :  États-Unis : 4 février 1966 ;  France :  22 mars 1967

## Distribution

### Voix originales

#### 1erdoublage(1966)
- Sterling Holloway : Winnie the Pooh (Winnie l'ourson)
- Ralph Wright : Eeyore (Bourriquet)
- Junius Matthews : Rabbit (Coco Lapin)
- Howard Morris : Gopher (Grignotin)
- Barbara Luddy : Kanga (Grand Gourou)
- Clint Howard : Roo  (Petit Gourou)
- Hal Smith : Owl (Maître Hibou)
- Bruce Reitherman : Christopher Robin (Jean-Christophe)
- James McDonald, Dal McKennon, Ginny Tyler : Bees (Abeilles)
- Thurl Ravenscroft : Chanteur soliste
- Sebastian Cabot : Narrateur

Source : Dave Smith

#### 2edoublage(2011)
- Jim Cummings : Winnie the Pooh (Winnie l'ourson)
- Bud Luckey : Eeyore (Bourriquet)
- Tom Kenny : Rabbit (Coco Lapin)
- Howard Morris : Gopher (Grignotin)
- Barbara Luddy : Kanga (Grand Gourou)
- Wyatt Hall : Roo  (Petit Gourou)
- Craig Ferguson : Owl (Maître Hibou)
- Jack Boulter : Christopher Robin
- John Cleese : Narrateur

Note : Redoublage effectué dans le cadre des Mini-aventures de Winnie l'ourson.

### Voix françaises

#### 1erdoublage(1967)
- Roger Carel : Winnie l'ourson / Coco Lapin
- Pierre Marret : Bourriquet
- Micheline Dax : Grand Gourou
- Jo Charrier[NB 1] : Grignotin
- Henry Djanik : Maître Hibou
- Benjamin Boda : Jean-Christophe
- Michel Gudin : Narrateur
- Dialogues et lyrics : Louis Sauvat
- Direction artistique : Henri Allegrier-Ebstein
- Direction musicale : André Theurer
- Studio : Société parisienne de sonorisation

Sources : Générique de la version d'origine et livre-disque Le Petit Ménestrel (ALB 358).

#### 2edoublage(1997)
- Roger Carel : Winnie l'ourson / Coco Lapin
- Henry Djanik : Maître Hibou / Bourriquet
- Jackie Berger : Jean-Christophe / Petit Gourou
- Claude Chantal : Maman Gourou
- Guy Piérauld : La Taupe
- Patrice Baudrier : Narrateur

En 1997, un redoublage du long-métrage eut lieu pour harmoniser les voix des trois courts, avec entre autres Patrick Préjean, voix officielle de Tigrou depuis la série télévisée de 1983.

## Chansons du film
- Winnie l'ourson (Winnie the Pooh) - Chœur
- Mains en l'air (Up, Down and Touch the Ground) - Winnie
- J'ai le ventre qui gargouille (Rumbly in My Tumbly) - Winnie
- Le Petit Nuage (Little Black Rain Cloud) - Winnie et Jean-Christophe
- Sortons-le (Heave Ho) - Chœur

## Sorties cinéma
- États-Unis : 4 février 1966
- France :  22 mars 1967

Le film était présenté lors de sa première exploitation en première partie du long-métrage Quatre Bassets pour un danois.

## Sorties vidéo
Winnie l'ourson et l'Arbre à miel
- Années 1980 : VHS avec 1er doublage (1967)
- 17 août 1987 : VHS avec 1er doublage (1967)
- 1995 : VHS (Belgique) avec 1er doublage (1967)
- 11 juillet 2000 : VHS (Québec) avec 1er doublage (1967)

Les Aventures de Winnie l'ourson
- 25 mars 1996 : VHS (Québec), format 4/3, 1er doublage
- 5 août 1997 : VHS et Laserdisc, format 4/3, 2e doublage
- Printemps 2002 : DVD et VHS (Québec), 1er doublage
- 16 octobre 2002 : DVD et VHS, format 4/3, 1er doublage
- 23 octobre 2003 : 2 Coffrets 3 DVD, format 4/3,  1er doublage
- 20 octobre 2004 : Coffret 3 DVD, format 4/3,  1er doublage
- 19 octobre 2005 : Coffret 3 DVD, format 4/3,  1er doublage
- 5 novembre 2005 : Coffret 2 DVD, format 4/3,  1er doublage
- 26 octobre 2006 : Coffret 2 DVD, format 4/3,  1er doublage
- 26 octobre 2006 : Coffret 6 DVD, format 4/3,  1er doublage
- 1er juillet 2009 : Coffret 2 DVD, format 4/3, 1er doublage
- 2 septembre 2009 : DVD, format 4/3, 1er doublage
- 20 mars 2017 : Coffret 3 DVD, format 4/3, 1er doublage

## Production

### Genèse du projet
Au début des années 1960, Walt Disney a déjà réussi de nombreux projets que ce soit le premier long métrage d'animation ou le parc Disneyland et il lui devient difficile de se surpasser. La production d'un court métrage de Mickey Mouse en quelques semaines ou obtenir la simplicité et l'innocence dans un film comme Dumbo (1941) ne lui apportent plus de satisfaction mais il se lance un nouveau défi, adapter les personnages d'Alan Alexander Milne. Selon Dave Smith, l'idée serait venue à Walt Disney par ses filles aimant lire les histoires de Winnie l'ourson. Disney négocie et obtient les droits d'adaptation pour les 23 histoires de Winnie l'ourson. Dès 1961, Walt Disney envisage un long métrage avec Winnie l'ourson mais après avoir sondé la population américaine il s'aperçoit que le personnage est assez peu connu. Walt Disney préfère tester ce classique de la littérature anglaise inconnu des petits américains sous forme de moyen métrage, alors qu'un long métrage était initialement prévu. Selon Robin Allan, le studio considère les histoires trop juvéniles pour maintenir l'intérêt du public durant un long métrage d'où le choix d'un moyen métrage. Une consigne de Walt Disney est de rester proche des illustrations de Shepard.
Deux histoires sont sélectionnées pour un premier moyen métrage, Winnie l'ourson et l'Arbre à miel, réalisé par Wolfgang Reitherman et qui sort en 1966. Inquiet de ne pas satisfaire le public américain, le studio ajoute un nouveau personnage Grignotin et donne à Jean-Christophe un accent américain. Winnie l'ourson et l'Arbre à miel reprend les deux premières histoires de Milne avec quelques modifications. La plus notable est l'ajout du personnage de Grignotin (Gopher). La scène de Winnie coincé dans le terrier de Coco Lapin est selon John Grant à la fois issue du texte de Milne et de souvenirs d'enfance de Walt Disney. Mais selon une interview réalisée par Bill Davidson la scène n'est pas présente dans le livre original et aurait été ajoutée par Walt Disney lors de sa première lecture. Les scénaristes la développèrent du point de vue du lapin, perturbé par la modification du décor de son foyer en raison de la présence d'un fessier d'ourson au milieu du mur. Walt Disney considère cette scène comme la plus drôle du film. Le résultat final ne satisfait pas Disney. Hospitalisé, Walt Disney lit La Toile de Charlotte d'E. B. White mais refuse que le studio produise un nouveau moyen métrage comme Winnie l'ourson et l'Arbre à miel dont le coût de production ne pouvait pas être compensé par une exploitation en moyen métrage. Malgré le mauvais résultat en salle, la qualité pousse le studio à produire d'autres moyens métrages. Le choix d'un accent américain a provoqué un redoublage du film pour supprimer « l'outrage à la population britannique. »

#### Musique: Frères Sherman

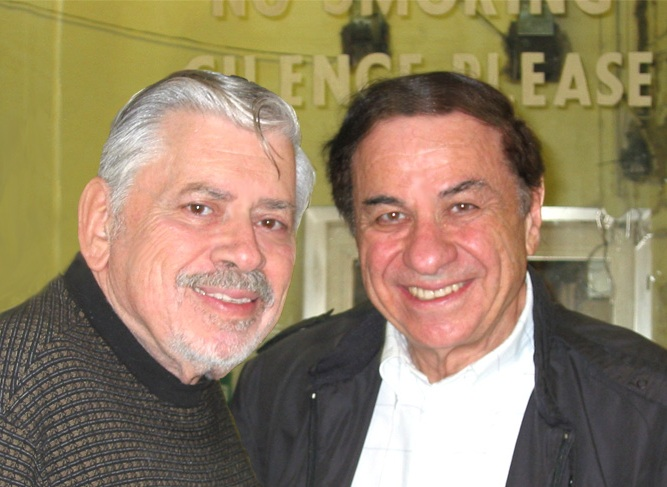
Les frères Sherman en 2002

Durant la production de Mary Poppins (1964), Walt Disney approchent les frères Sherman, compositeurs et paroliers, en leur demandant de lire les histoires de Winnie l'ourson et de dire ce qu'ils en pensent. Ils vont voir le dessinateur britannique Tony Walton travaillant avec eux sur Mary Poppins pour qu'il leur donne sa vision du personnage. Ils débutent la composition des chansons en 1965 alors que le projet est toujours de faire un long métrage. Les frères Sherman ont écrit dix chansons pour la série des Winnie dont le thème principal, : Winnie the Pooh, Up, Down and Touch the Ground, Rumbly in My Tumbly, Little Black Rain Cloud, Mind Over Matter, A Rather Blustery Day, The Wonderful Things About Tiggers, Heffalumps and Woozles, The Rain Rain Rain Came Down Down Down et Hip Hip Pooh-Ray!.
Les frères Sherman considéraient leurs compositions pour Winnie l'ourson comme des « bourdonnements » qui apparaissent dans le film de manière accidentelle,. Ce sont des chansons légères à l'image de plumes prises dans le vent. Cette simplicité des chansons est une volonté de Walt Disney pour laisser l'histoire se dérouler toute seul. Pour Tim Hollis et Greg Ehrbar, Up, Down and Touch the Ground est la plus symphonique des chansons, Rumbly in My Tumbly est proche du tango avec une emphase sur le clavecin, et Little Black Rain Cloud une création délicate usant des tintements de cloches comme toile de fond sonore.
En plus des chansons des frères Sherman, Buddy Baker a composé des arrangements et dirigé les sessions d'enregistrements des musiques. Les compositions de Baker ont pour vocation à souligner et donner une signature musicale thème à chaque personnage. John Grant précise que chaque personnage est associé à un instrument : Winnie le cor baryton ;  Christopher, la trompette et la guitare; Coco lapin, la clarinette; Maître Hibou, l'ocarina et le cor d'harmonie; Grand Gourou, la flûte ; Petit Gourou, le piccolo ; Bourriquet, la clarinette basse ; Porcinet, le haut-bois; Grignotin l'harmonica basse.

#### Commercialisation phonographique précoce
À la suite du succès commercial des produits associés aux films Disney depuis les années 1930, le studio a régulièrement accompagné la sortie de ses productions d'éditions phonographiques et autres produits dérivés. Des jouets Winnie l'ourson ont été proposés dès 1964 sous licence par Sears, Roebuck and Company et un disque de Winnie l'ourson et l'Arbre à miel a été édité au printemps 1965 alors que le premier moyen métrage n'était prévu qu'en février 1966. Ce disque est une version narrée du film avec des dialogues extraits de la bande son, non encore diffusée, et comprenait des narrations supplémentaires par Sebastian Cabot pour expliquer les gags visuels et des interprétations par Toots Camarata des compositions des frères Sherman. Sterling Holloway a réalisé plusieurs solos pour le disque absents du film. Ces interprétations de Camarata rallongent les compositions des frères Sherman et ajoutent des ponts entre les scènes et chansons. La bande son de Buddy Baker n'était à l'époque de cette sortie pas encore finalisée. Un autre disque a été publié avant la sortie du film, intitulé All Songs from Winnie the Pooh, qui comprenait trois fois le thème principal et durait 15 minutes. Un 45 tours avec sur une face le thème de Winnie et l'autre Le Petit Nuage (Little Black Rain Cloud) a aussi été édité.
Le film est diffusé en 1970 à la télévision dans une émission spéciale sponsorisée par Sears. Bill Cotter précise que la diffusion a été faite sur NBC le 10 mars 1970 puis à nouveau le 22 mars 1971, le 14 mars 1972, le 4 avril 1973, le 26 mars 1974 et le 25 novembre 1977. Il a aussi été diffusé dans Le Monde merveilleux de Disney le 21 janvier 1990 avec Le Printemps de Pluto, Le Jardin de Donald et Le Perroquet de Mickey.
Le moyen métrage a été diffusé en vidéo en 1981.

### Personnages
Dans la version originale, la plupart des personnages ne sont désignés que par leur espèce: « Owl » = hibou, « Rabbit » = lapin, « Piglet » = porcelet, « Gopher » = thomomys, etc. Les noms de Kanga (Grand Gourou) et Roo (Petit Gourou) forment un jeu de mots, leur juxtaposition reconstituant le mot « kangourou ». Christopher Robin (Jean-Christophe en VF) est le prénom du fils d'A. A. Milne. Quant à Winnie (Winnie the Pooh ou Pooh Bear en anglais, il vit sous le nom de « Sanders ».
Le personnage de Grignotin (Gopher), crédité en français de « taupe », est en fait un thomomys ou gaufre, sorte de petit rongeur terrestre proche du chien de prairie de la famille des Geomyidae que l'on trouve en Amérique du Nord. Il a été créé par Disney pour remplacer Porcinet dans le premier film, Winnie l'ourson et l'Arbre à miel, mais ce dernier sera rétabli dès le deuxième pour devenir la « star » des Aventures de Porcinet en 2003. Pour John Grant, l'ajout de ce personnage est moins réussi que celui de la Poignée de porte dans Alice au pays des merveilles (1951). Tigrou n’apparaît pas non plus dans ce premier court-métrage tandis que Coco Lapin est appelé dans le générique français « Pierre Lapin ».

## Adaptations
Le film a fait l'objet d'une adaptation discographique en livre-disque dans la collection Le Petit Ménestrel (ALB 358/LLP 313) au moment de sa sortie.